# Karlheinz Grosser
Karlheinz Grosser (* 1922 in Berlin), auch bekannt unter dem Pseudonym G. Rosser, ist ein deutscher Schriftsteller, der vor allem mit historischen Romanen hervortrat.

## Leben
Grosser wuchs in Berlin auf. Während des Zweiten Weltkrieges war er Jagdflieger. Nach dem Krieg arbeitete er als Mechaniker, Schweißer und Versicherungsmakler, bevor er sich der Literatur widmete. Seine Vorliebe für die Alte Geschichte führte 1965 zu seinem populärsten Werk, dem Roman Tamburas, der in der Mittelmeerregion im 6. Jahrhundert spielt. Er wurde in mehrere Sprachen übersetzt.

## Werke
- Stirb wie ein Kerl. Universitas Verlag, Berlin 1958.
- Wölfe am Himmel. Universitas Verlag, Berlin 1960.
- Generale sterben im Bett. Universitas Verlag, Berlin 1962.
- Tamburas. Roman aus den Jahren 529 bis 522 vor Christi Geburt. Universitas Verlag, Berlin 1965, DNB 451683420; Lizenzausgabe: Bertelsmann Verlag (Lesering), Gütersloh 1967, DNB 456821597.
- Der Babylonier. Zsolnay Verlag, Hamburg und Wien 1968.
- Gigolo oder die Kunst der Existenz. Ed. Belletriste, Berlin 1991, ISBN 3-9280-2409-4.
- Gabriela. Ed. Belletriste, Berlin 2002.

### Fremdsprachige Ausgaben
- Generale sterben im Bett: niederländisch 1964 (Generaals sterven in bed).
- Tamburas: niederländisch 1966, englisch 1967, spanisch 1967, schwedisch 1967.
- Der Babylonier: spanisch 2003 (El babilonio), ungarisch 1970.
- Gabriela: englisch 2002.